# マルティナ・ヘルマン
マルティナ・ヘルマン（Martina Hellmann、1960年12月12日‐）は、東ドイツの元円盤投選手で、1988年ソウルオリンピックの女子円盤投金メダリストである。

## 来歴
ヘルマンは、1983年に行われた第1回世界陸上で、68m94の記録で優勝した。続く1987年の第2回世界陸上でも71m62で優勝し、連覇を達成した。
ソウルオリンピック直前の1988年9月6日にベルリンで行われた競技会で、ガブリエレ・ラインシュの持つ世界記録76m80を上回る78m14という驚異的な記録をマークした。もっとも、非公式の競技会であったため、この記録は参考記録となっている。そのままの勢いで臨んだオリンピックでは、72m30のオリンピック新記録で優勝。世界陸上との2冠に輝いた。
その後、3連覇を賭けて迎えた1991年の第3回世界陸上では、4位に終わった。また、オリンピック連覇を目指して1992年バルセロナオリンピックに臨んだが、予選で敗れ、そのまま引退した。

## 主な成績（円盤投）
| 年   | 大会                         | 場所                           | 結果 | 記録  |
| ---- | ---------------------------- | ------------------------------ | ---- | ----- |
| 1983 | 世界陸上競技選手権大会       | ヘルシンキ（フィンランド）     | 1位  | 68m94 |
| 1986 | ヨーロッパ陸上競技選手権大会 | シュトゥットガルト（西ドイツ） | 3位  | 68m26 |
| 1987 | 世界陸上競技選手権大会       | ローマ（イタリア）             | 1位  | 71m62 |
| 1988 | オリンピック                 | ソウル（大韓民国）             | 1位  | 72m30 |
| 1990 | ヨーロッパ陸上競技選手権大会 | スプリト（ユーゴスラビア）     | 3位  | 66m66 |
| 1991 | 世界陸上競技選手権大会       | 東京（日本）                   | 4位  | 67m14 |

## 記録
- 円盤投　72m92　（1987年8月20日、世界歴代10位）

なお、オリンピック記録（72m30）と世界陸上大会記録（71m62）は、2009年2月現在、両方ともヘルマンが保持している。